# Old White English Terrier
Der Old White English Terrier (auch White English Terrier) ist eine Anfang des zwanzigsten Jahrhunderts ausgestorbene Hunderasse. Als wichtiger Erbgutlieferant flossen seine Gene in zahlreiche englische Terrierrassen ein, wie zum Beispiel den Bullterrier. Grund für das Aussterben war eine Tierschutzmaßnahme: 1895 wurde das Kupieren der Ohren in England verboten. Kupierte Hunde wurden nicht mehr zu Ausstellungen des Kennel Clubs zugelassen, zudem gefiel den Käufern das unkupierte Ohr nicht. Die Züchter wandten sich so anderen Rassen zu. 1902 wurde bei Crufts der letzte Champion gekürt.

## Weblink
- Ehemaliger Standard des Old White English Terrier